# 萨迦派
萨迦派（藏語：ས་སྐྱ་པ་，威利转写：sa skya pa，藏语拼音：Sa'gya Ba），藏傳佛教四大教派之一。“萨迦”一词的藏语意思是灰白色，因为此派主寺萨迦寺建立之处土色灰白，故名。因主寺围墙上涂有象征密宗三大怙主文殊菩萨、观世音菩萨和金刚手菩萨之智慧、慈悲和力量的红、白、藍黑三色条纹，故常被称为花教。他們的宗教領袖被稱為薩迦法王。主张显密兼修，先显后密。分有出家（師徒）與在家（世襲）不同的系統。
薩迦派在宗教發展的歷史上承先啟後，後世稱此之前的舊教派為寧瑪派（紅教）；而後從出的新教派則有噶舉派（白教）與格魯派（黃教）。
在佛教哲学上，萨迦派特别注重“道果”教授，“道果法”是最重要的教义之一。此外，“时轮金刚法”和“金刚持法”的体系传承在萨迦派中占有重要地位。时轮金刚法是藏传佛教最重要的学科之一。
薩迦派教義融合顯教與密宗精髓，特別是以大乘經典結合密宗實際修持的著名法門「道果（Lamdre）」，主張「心」本清淨，一切妄念是外界加給人心的迷亂，眾生與佛僅在迷悟上有所不同，自心迷惑，則是眾生，自心覺悟，則已成佛。透過顯教經典的學習及《喜金剛》等密續的實踐，修行者就能回歸心性的本初清淨，斷除妄念。薩迦派更強調佛法不僅是理論而已，更應該要將佛法落實在生活之中！正如該派祖師薩迦班智達所言：「智者和有德之人，即使孤身一人，仍能戰勝一切。」，透過智慧與德行的修養，人們可以超越世俗的苦難，找到真正的內心平靜與解脫。

## 历史
萨伽派在11世纪时由昆·贡却杰布（一译昆·滚曲杰波、款·贡却杰布）创始，教主由昆氏（一译款氏）家族世袭。由其子贡噶宁波发扬广大。著名的“萨迦五祖”（其中前三位并未出家，称为白衣三祖，后两位是僧人，称为红衣二祖）：
- 初祖贡噶宁波
- 二祖索南孜摩
- 三祖扎巴坚赞
- 四祖萨迦班智达·贡噶坚赞
- 五祖八思巴·洛追坚赞

1244年，萨迦班智达·贡噶坚赞应蒙古皇子阔端邀请赴凉州会谈，为蒙古帝國统一西藏作出了重要贡献。后来，八思巴被元世祖忽必烈封为国师、帝师，领总制院事，管理西藏地方政教事务。1268～1351年，在元朝政府的支持下以宣政院的名义统治全藏，建立萨迦派政教合一地方政权——萨迦王朝，其寺院及势力波及到康区和安多各地。还传播到廓尔喀（今尼泊尔）、布噜克巴（今不丹）、哲孟雄（今锡金）及今俄罗斯卡尔梅克共和国。元泰定元年（1324年），萨迦寺分出细脱（一译希托）、仁钦岗、拉康、都却（一译迪却）4个拉章。萨迦派采取血统和法统两种传承方式。元代以后，产生哦巴（又稱俄尔、鄂尔）、總巴、察巴（又譯茶巴）3个支派。
明永乐十一年（1413年），明成祖封萨迦派高僧贡噶扎西（汉籍中称昆泽思巴）为大乘法王（俗称萨迦姑玛、萨迦法王）。明朝中期，细脱、仁钦岗、拉康3个拉章传承断绝，都却拉章则再分为彭措（圓滿宮）和卓玛（度母宮）2位颇章，两房的长子轮流担任萨迦法王。西元2017年起更改制度，由兩宮諸位法王子輪流擔任法王，一任三年；现今萨迦法王为第43任。
薩迦派不只在宗教上有非凡成就，對各種佛法傳承也採取開放態度，並在19世紀強調不分教派呼籲共同發揚佛法的宗教改革運動中發揮積極關鍵角色。西藏的薩迦祖寺至今仍保有八萬四千卷珍貴的佛教經典，在文化藝術上的成就也不容忽視，尤其是豐富美麗的唐卡繪畫和宗教壁畫，使薩迦祖寺享有「敦煌第二」的美譽。

## 著名寺院
三大寺：
- 萨迦县的萨迦寺
- 日喀则市的俄尔寺
- 贡嘎县的多吉丹寺（即贡嘎寺）

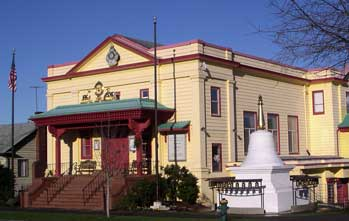
西雅圖薩迦寺

还有西藏贡噶县的贡嘎曲德寺、林周县的那烂陀寺，四川德格县的更庆寺/贡钦寺、若尔盖县的求吉寺，青海玉树县的结古寺、称多县的尕藏寺，甘肃迭部县的白古寺，卓尼大寺，境外有锡金的结蔡寺等。
第41任薩迦法王來到印度後，在印度Dehra Dun建立起薩迦度母宮在海外的拉章（法王府），並以此為基地，將佛陀教法弘揚四海。
美國華盛頓州西雅圖的薩迦寺為達欽法王受特瑞爾·威利教授邀約赴美後啟建，為圓滿宮之所在。

## 薩迦派的當代發展與展望
今天，薩迦派的教義和智慧仍繼續影響著全球無數的修行者。許多大師和僧侶在世界各地傳授薩迦派的教法，並定期舉辦講座與法會，將這千年傳承的智慧帶入現代生活。尤其41任法王學識、修行都是當代的極致代表，不只其他派別的佛教領袖，例如著名的大寶法王等都曾尋求41任薩迦法王精神指導，許多華人地區的知名企業領導者、流行音樂歌手、影視巨星、藝術家等也常慕名出席法王與薩迦派的相關法會或公益活動，可見薩迦派對政經文藝各界人士的影響力無遠弗屆。
薩迦派是藏傳佛教中唯一採取家族世襲制度的教派。掌教教主由昆氏家族世襲，通常是由最年長的法王子繼任，採終身職。但第41任薩迦法王則展現大魄力，在近年將繼承方式改革為任期制，以長幼次序和具格條件來輪流繼承，每任3年。這樣的改革使每一個法王子都有義務共同弘揚佛法哲學，貢獻心力於社會大眾。當今的薩迦派，由第42任薩迦法王大寶金剛仁波切、第43任薩迦法王智慧金剛仁波切領導，兩位年輕法王學識豐富，也已完成各種法事儀軌的學習與閉關修持，在這幾年弘法足跡更是遍及世界各地，也標誌著薩迦派已經積極準備好為新時代的佛法傳揚負起更重大的責任。
薩迦派在臺灣定期舉辦法會與講座，有興趣的華人民眾，不妨通過薩迦法王在台的直屬中心「薩迦文殊佛學會」，或向達賴喇嘛西藏宗教基金會確認其他薩迦派在台佛法中心的聯絡資訊，以了解更多詳情。

## 外部連結
- Sakya Centre India
- 薩迦法王臺灣直屬道場「薩迦文殊佛學會」官方網站 （页面存档备份，存于）
- 薩迦法王臺灣直屬道場「薩迦文殊佛學會」臉書專蠮 （页面存档备份，存于）
- 宗薩佛學院官方中文網 ─ 正法源學佛會
- 與薩迦派相遇1／ 藏傳佛法遍傳四海 大寶法王與影視巨星等都是薩迦法王弟子 （页面存档备份，存于）
- 與薩迦派相遇2／薩迦法王將佛法廣傳四海 引領人們走向內心的寧靜與智慧 （页面存档备份，存于）